# Wagenitzer Zootzen
Wagenitzer Zootzen ist ein Flurname im Ortsteil Vietznitz der Gemeinde Wiesenaue im Landkreis Havelland in Brandenburg und eine Wüstung, an deren Stelle sich ein Vorwerk und eine Försterei nebst gleichnamigen Forstbezirk befanden.

## Geographie
Der Ort liegt drei Kilometer nordöstlich von Vietznitz an zentraler Stelle auf dessen gleichnamiger Gemarkung und sechs Kilometer östlich von Friesack im Waldgebiet Zootzen. Die Nachbarorte sind Briesener Zootzen im Norden, Brunne im Nordosten, Jahnberge im Südosten, Warsow und Vietznitz im Südwesten, Karolinenhof und Friesack im Westen sowie Fliederhorst im Nordwesten.

## Geschichte
Auf einer Karte aus dem Jahr 1774 ist der Ort als Etablissement und Jägerhaus im Zootzen verzeichnet. Die erste schriftliche Erwähnung des Ortes mit der Bezeichnung Wagenitzer Zootzen findet sich im Jahr 1861.